# Fernand Cazenave
Fernand Cazenave (Bérenx, 26 novembre 1924 – Mont-de-Marsan, 10 gennaio 2005) è stato un rugbista a 15, allenatore di rugby a 15 e dirigente sportivo francese, commissario tecnico della Francia che realizzò il primo Grande Slam nel Torneo del Cinque Nazioni.

## Biografia
Da giocatore ala (sia destra che sinistra) o estremo, militò tra la fine degli anni quaranta e i primi sessanta nel Racing Club e nel Mont-de-Marsan, raggiungendo con entrambi i club la finale del campionato francese, rispettivamente nel 1950 e nel 1953.
Disputò 6 incontri in Nazionale, tutti nel torneo del Cinque Nazioni, uno, quello d'esordio, nel torneo del 1950 (contro l'Inghilterra), il secondo in quello del 1952 (contro la Scozia) e poi l'intera edizione del 1954, la prima vinta dalla Francia, seppur a pari merito di Galles e Inghilterra.
Divenuto allenatore guidò il Mont-de-Marsan alla vittoria del suo primo (e, allo stato, unico) campionato nella stagione 1962-63 e a tre consecutivi tornei Yves-du-Manoir, all'epoca validi come Coppa di Francia; nel 1968 subentrò a Jean Prat alla conduzione della Nazionale e realizzò, al suo primo anno da commissario tecnico, il Grande Slam nel Cinque Nazioni, il primo mai conseguito dalla Francia; fino al 1972, ultimo anno di guida della selezione nazionale, vinse anche il Cinque Nazioni 1970 e condusse due tour, in Australia e Sudafrica, oltre a riportare la più prestigiosa vittoria contro l'Inghilterra, 37-12 nel Cinque Nazioni 1972 che costituisce tuttora l'affermazione con più largo margine sui rivali d'Oltremanica (eguagliata solo dal 31-6 conseguito 34 anni dopo, nel Sei Nazioni 2006).
Dopo la fine dell'esperienza di commissario tecnico, si dedicò alla sua professione di insegnante di educazione fisica; la Federazione francese di rugby aveva nel frattempo istituito l'ufficio di Direttore Tecnico Nazionale, la cui carica fu offerta proprio a Cazenave, che così divenne il primo a ricoprire tale ruolo federale.
Cazenave morì nel gennaio 2005 a Mont-de-Marsan all'età di 80 anni, per le conseguenze della malattia di Alzheimer diagnosticatogli circa tre anni prima.

## Palmarès

### Allenatore
- Campionati francesi: 1
Mont-de-Marsan: 1962-63
- Coppe di Francia: 3
Mont-de-Marsan: 1959-60, 1960-61, 1961-62